# Драмкондра (Дублин)

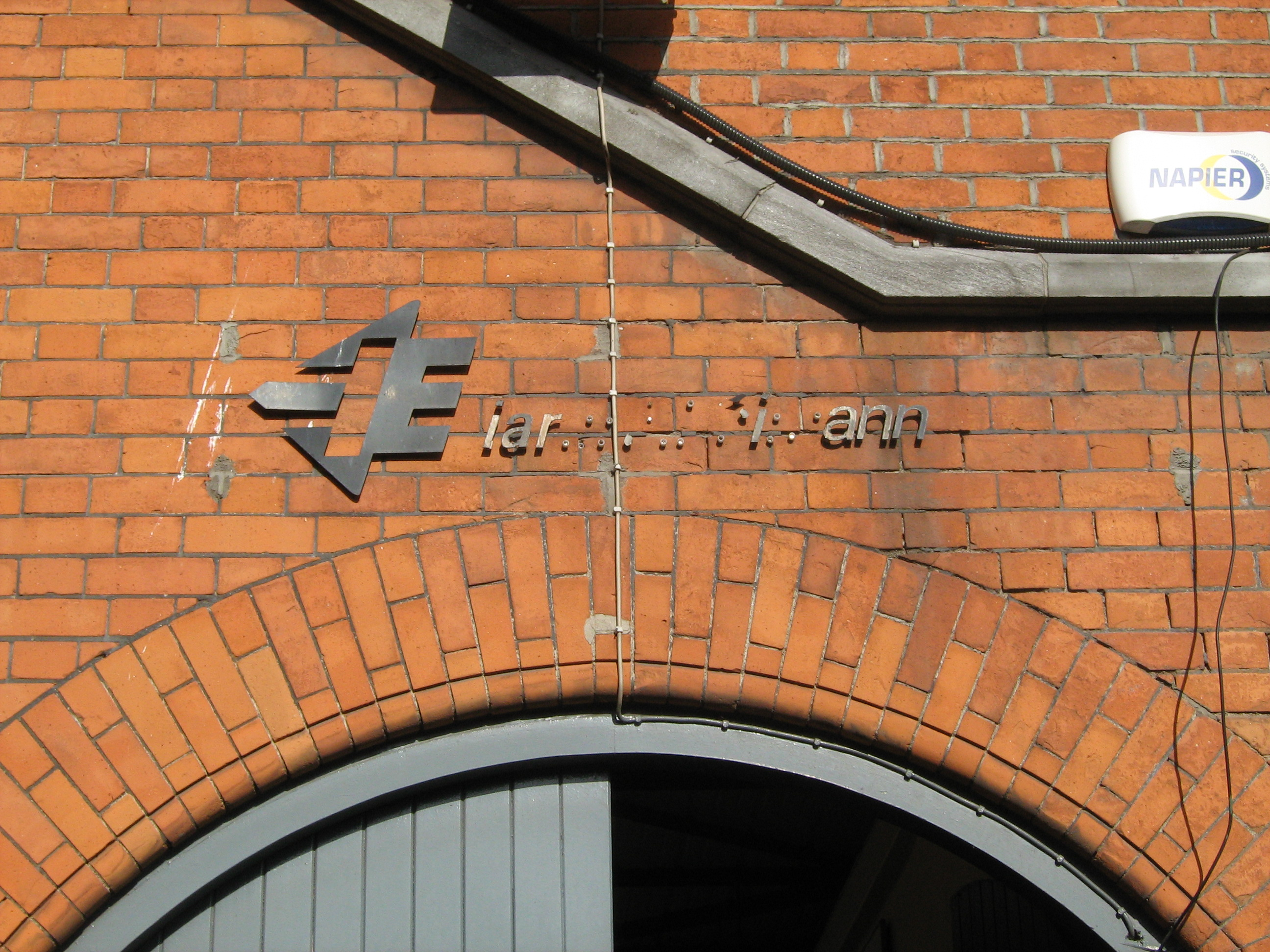
Железнодорожная станция Драмкондра

Драмко́ндра (Драмконрат; англ. Drumcondra, Drumconrath; ирл. Droim Conrach, Дримь-Конрах) — городской район Дублина в Ирландии, находится в северной части административного графства Дублин (провинция Ленстер), недалеко от центра города.
Исторически была центральной частью общины (civil parish) Клонтёрк (Clonturk), и оба имени использовались как для названия общины, так и церковного прихода. Входит в волость Кулок (Coolock).
Через район протекает река Толка и канал Ройал.
Население — 8738 человек (2002, перепись).
Район обслуживался железнодорожной станцией Драмкондра, которая была открыта 1 апреля 1901 года, а закрыта 1 декабря 1910 года. Часть первоначального здания была разобрана в конце 1918 года. 2 марта 1998 года станция была вновь открыта как часть линии (commuter line) между Мейнутом и Лонгфордом.
В Драмкондре находится ведущий педагогический вуз Ирландии — Колледж Святого Патрика (англ. St Patrick's College, ирл. Coláiste Phádraig).